# Jose Mari Esparza Zabalegi
Jose Mari Esparza Zabalegi (Tafalla, 23 de novembre de 1951) és un escriptor i editor basc en llengua basca i castellana.

## Biografia
Nascut el 23 de novembre de 1951 a Tafalla, va estudiar magisteri industrial als Salesians de Pamplona. Amb disset anys va entrar a treballar a la foneria Luzuriaga i s'hi va estar durant vint anys. Com a sindicalista i activista social va concórrer a les eleccions municipals de 1979, els primers comicis després de la mort de Franco, i va ser elegit regidor de la seva localitat natal per la llista Agrupació Electoral Popular.
El 1980 va editar les seves primeres obres sobre costumisme i història local i va col·laborar amb Jose María Jimeno Jurío per a dur a terme investigacions comarcals. El 1985 va fundar, amb altres membres, el col·lectiu editorial i cultural d'àmbit local Altaffaylla i van publicar diversos llibres sobre la Guerra del 36. El 1988 es va convertir en director i editor de l'editorial Txalaparta, càrrec que va mantenir fins a la seva jubilació. El seu activisme social s'ha caracteritzat per a fundar diverses associacions compromeses amb l'edició independent, la premsa local, la cultura basca, la memòria històrica i el patrimoni immatriculat per l'Església catòlica.
Com a escriptor ha escrit centenars d'articles, com ara a La Voz de la Merindad,Letras e Ideas, Egin, Gara i Grupo Noticias, i més d'una vintena de llibres, a més d'altres de forma anònima o col·lectiva. Durant els primers anys els llibres que van tenir més acceptació entre el públic van ser Cien razones por las que deje de ser español, amb una setena edició esgotada, i Jotas Heréticas de Navarra, un treball recopilatori de costumari satíric popular navarrès. També va destacar l'obra col·lectiva Navarra 1936. De la esperanza al terror, editada el 1985, pionera en el tema de la memòria històrica en el territori basc.
Si bé les seves obres passen una revisió legal d'un despatx d'advocats abans d'enviar-se a impremta, per alguna de les seves obres ha tingut demandes judicials. En el llibre La red Galindo, sobre les tortures comeses a la caserna d'Intxaurrondo durant la direcció del general de la Guàrdia Civil espanyola Enrique R. Galindo, l'editorial que presidia i l'autor Pepe Rei van haver de pagar 5 milions de pessetes com a rescabalament dels danys produïts a la intromissió il·legítima al seu dret a l'honor, segons sentència ferma del Tribunal Suprem espanyol de 18 d'octubre de 2000, si bé poc després va ser condemnat per aquests mateixos fets. Al final es va aconseguir que els diners fossin per a la família de Joxean Lasa i Joxin Zabala, perquè el general era «insolvent» i no havia pagat les indemnitzacions civils a les famílies dels dos joves assassinats.

## Obres escrites
Les obres escrites de les quals és autor o coordinador són:

### En basc
- Tafallaren historia, Altaffaylla, 2001, 2 vol., 1522 p., ISBN 8493095737.
- Euskal Herria kartografian eta testigantza historikoetan, Berria, 2012, 127 p., ISBN 978-84-936037-9-3.
- Gernikako Arbolaren biografia. Euskal Herriko ereserkia, Altaffaylla 2020, 248 p., ISBN 9788418252419.

### En castellà
- Tafalla Vascona: aportaciones a la historia de Tafalla y su comarca, José Mari Esparza, 1980, 145 p., ISBN 8430018816.
- Un camino cortado: Tafalla, 1900-1939, Elkar, 1985, 299 p., ISBN 8475292313.
- Navarra 1936. De la esperanza al terror, amb Mari Jose Ruiz Vilas i Juan Carlos Berrio Zaratiegui, Tafalla, Altaffaylla, 1986, 875 p., ISBN 9788493752257 Error en ISBN: suma de verificació no vàlida.
- Jotas Heréticas de Navarra, Altaffaylla, 1988, 200 p., ISBN 9788493752257 Error en ISBN: suma de verificació no vàlida.
- Obreros somos…1969-1989. El Movimiento Obrero en la comarca de Tafalla, Altaffaylla, 1989, 160 p., ISBN 8440469043 Error en ISBN: suma de verificació no vàlida.
- Abajo las quintas! La oposición histórica de Navarra al ejército español, Txalaparta, 1994, 337 p., ISBN 8481369195.
- Potosí: andanzas de un navarro en la guerra de las naciones, Txalaparta, 1996, 259 p., ISBN 8481360287.
- Historia de Tafalla, Altaffaylla, 2001; 2 vol., 1522 p., ISBN 8493095702.
- Réquiem para sordos, Txalaparta, 2004; 294 p., ISBN 8481363871.
- Cien razones por las que dejé de ser español, Txalaparta, 2006, 376 p., ISBN 8481364657.
- Como puta por rastrojo. Origen y uso de algunos dichos navarros, amb Sergio Eskiroz, Altaffaylla, 2009; 152 p., ISBN 9788493478261.
- Tafalla. Historia y Fotografía. Historia eta Argazkilaritza. 1867-1930, amb diversa autoria (coord.), Altaffaylla, 2009; 354 P., ISBN 9788493752200.
- Escándalo Monumental. La privatización de las iglesias, ermitas, casas, tierras y otros bienes públicos de Navarra, amb diversa autoria (coord.), Altaffaylla, 2009; 324 p., ISBN 9788493478223.
- Mapas para una Nación. Euskal Herria en la cartografía y en los testimonios históricos, Txalaparta, 2011; 232 p., ISBN 848136620X.
- Vascosnavarros. Guía de su identidad, lengua y territorialidad, Txalaparta, 2012, 856 p., ISBN 8415313411.
- Los Pajes de Tafalla. Pioneros de la Jota navarra, amb diversa autoria (coord.), Altaffaylla, 2013; 258 p., ISBN 9788494055812.
- La sima. ¿Qué fue de la familia Sagardia?, Txalaparta, 2015; 192 p., ISBN 9788416350179.
- Nuestro pueblo despertará. David Jaime y la República vasconavarra, Txalaparta, 2016; 328 p., ISBN 9788416350445.
- Tres tristes trileros. Del Burgo, Arbeloa y Aizpun. Franquismo, transición y territorialidad, amb Floren Aoiz i Patxi Zabaleta, Txalaparta, 2016, 334 p., ISBN 9788416350643.
- Apología. Memorias de un editor rojo-separatista, Txalaparta, 2018, 342 p., ISBN 9788417065546.
- Biografía del Gernikako Arbola. Himno de Euskal Herria, Txalaparta, 2020, 246 p., ISBN 9788418252334.[4]